# BW Group
BW Group est une entreprise norvégienne spécialisée dans le transport maritime d'hydrocarbures.

## Histoire
BW Group est issue de la fusion entre l'entreprise norvégienne Bergesen et l'entreprise singapourienne World-Wide Shipping.
En décembre 2015, BW Group acquiert une participation de 12,1 % dans Aurora LPG.